# Dębionek
Dębionek – wieś w Polsce położona w województwie kujawsko-pomorskim, w powiecie nakielskim, w gminie Sadki.
W latach 1975–1998 miejscowość administracyjnie należała do województwa bydgoskiego.
W Dębionku znajduje się dawny zbór protestancki, obecnie kaplica Miłosiernego Chrystusa, filia parafii w Dębowie.

## Demografia
Według Narodowego Spisu Powszechnego (III 2011 r.) liczyła 651 mieszkańców. Jest drugą co do wielkości miejscowością gminy Sadki.